# Chuẩn bị kinh tế cho chiến tranh
Chuẩn bị kinh tế cho chiến tranh là tổng thể các kế hoạch, giải pháp và hoạt động thực tiễn mà một quốc gia (hoặc một nhóm quốc gia) tiến hành để xây dựng và phát triển tiềm lực kinh tế quân sự, sẵn sàng đáp ứng các nhu cầu khi có chiến tranh. Đây là một hoạt động thường xuyên của nhà nước và nhân dân, được tiến hành ngay từ thời bình; là quá trình tập trung mọi nguồn lực để đẩy nhanh phát triển tiềm lực kinh tế và tiềm lực kinh tế quân sự của nhà nước với một cơ cấu hợp lí nhằm đáp ứng nhu cầu kinh tế quân sự tăng lên nhanh chóng cả về trình độ công nghệ, số lượng và chủng loại sản phẩm khi đất nước có chiến tranh. Đây cũng là quá trình tạo ra những tiền đề cần thiết ngay từ trong thời bình để chuyển tiềm lực kinh tế thành tiềm lực kinh tế quân sự một cách có hiệu quả, duy trì sức sống và tính cơ động của nền kinh tế, bảo đảm cho cả sản xuất dân sự và sản xuất quân sự đều ổn định và phát triển trong điều kiện đất nước có chiến tranh. Chuẩn bị kinh tế có vị trí rất quan trọng trong quá trình chuẩn bị đất nước cho chiến tranh, là hoạt động tất yếu không thể thiếu đối với một nước trong thực hiện nhiệm vụ bảo vệ tổ quốc. Trọng tâm của chuẩn bị kinh tế cho chiến tranh là xây dựng và phát triển tiềm lực kinh tế quân sự của đất nước.

## Đặc điểm trên thế giới
Cơ sở để tiến hành chuẩn bị kinh tế cho chiến tranh gồm: 
- Xuất phát từ vai trò của kinh tế đối với chiến tranh ngày càng tăng, cả về tốc độ và quy mô. Nếu trong Chiến tranh thế giới lần thứ nhất, Nga Hoàng mới sử dụng 3.900 khẩu pháo, 1.500 cối, 130.000 súng trường, 1.500 máy bay thì đến Chiến tranh thế giới lần thứ hai, Liên Xô đã sử dụng 120.000 khẩu pháo, 100.000 cối, 5 triệu khẩu súng trường, 40.000 máy bay, 8 triệu tấn đạn. Trong chiến tranh hiện đại sử dụng vũ khí công nghệ cao, kinh tế không chỉ thuần túy đáp ứng nhu cầu vật chất kỹ thuật cho các lực lượng vũ trang trên chiến trường, các nước tham gia chiến tranh còn tìm mọi biện pháp quân sự và phi quân sự để tiêu diệt, làm tê liệt các trung tâm kinh tế, các cơ sở sản xuất quân sự, nhằm làm suy yếu khả năng tiếp tục tiến hành chiến tranh của nhau.
- Sản phẩm quân sự thuần túy đáp ứng nhu cầu tiêu dùng trong chiến tranh mang tính chất đặc thù, khác với sản phẩm dân dụng, không có sẵn trong nền kinh tế. Các sản phẩm quân sự chỉ được sản xuất trên hệ thống dây chuyền công nghệ riêng hoặc công nghệ lưỡng dụng đã được lựa chọn trước. Vì vậy, những dây chuyền đó phải được chuẩn bị trước.
- Trong chiến tranh hiện đại, nhu cầu kinh tế quân sự thường được đáp ứng từ nguồn trong nước và nguồn nước ngoài. Trong đó, nguồn trong nước được xác định là nguồn cơ bản, lâu dài. Ngoài ra, cơ sở để tiến hành chuẩn bị kinh tế cho chiến tranh còn căn cứ vào đường lối quân sự của đất nước, những dự báo về đối tượng tác chiến, về nguy cơ, thách thức quân sự - an ninh, loại hình và điều kiện tác chiến...

Chuẩn bị kinh tế cho chiến tranh là vấn đề có tính quy luật đối với tất cả các quốc gia, dân tộc khi còn tồn tại giai cấp, nhà nước, chiến tranh và quốc phòng. Tuy nhiên, ở các nước có chế độ xã hội khác nhau thì bản chất, mục đích chuẩn bị kinh tế cho chiến tranh khác nhau. 
- Đối với các nước đế quốc, chuẩn bị kinh tế cho chiến tranh bắt nguồn từ nguyên nhân bên trong, từ bản chất kinh tế và bản chất chính trị của nó.
- Đối với các nước xã hội chủ nghĩa, chuẩn bị kinh tế cho chiến tranh nhằm mục đích bảo vệ toàn vẹn lãnh thổ và bảo vệ chế độ xã hội chủ nghĩa, xuất phát từ nguyên nhân bên ngoài do còn tồn tại chiến tranh và nguy cơ chiến tranh xâm lược từ phía chủ nghĩa đế quốc.
- Tình hình thế giới ngày nay tuy đã chuyển sang xu thế hòa bình, đối thoại và hợp tác, song chiến tranh và nguy cơ chiến tranh vẫn không hề bị thủ tiêu. Các cuộc chiến tranh cục bộ vẫn liên tiếp xảy ra. Điển hình là chiến tranh Vùng Vịnh (1990-91), chiến tranh chống Nam Tư do Mĩ và NATO (1999) tiến hành. Do đó, chuẩn bị kinh tế cho chiến tranh bảo vệ tổ quốc vẫn phải được các quốc gia tiến hành một cách thường xuyên, liên tục. Tuy nhiên, ở mỗi nước, trong mỗi thời kì lịch sử, công tác chuẩn bị kinh tế cho chiến tranh bảo vệ tổ quốc có những nội dung đặc điểm riêng.

## Đặc điểm tại Việt Nam
- Cuộc chiến tranh dự báo trong tương lai là cuộc chiến tranh hiện đại nhằm mục đích bảo vệ toàn vẹn chủ quyền, lãnh thổ và bảo vệ vững chắc chế độ xã hội chủ nghĩa, đòi hỏi phải động viên được toàn dân tham gia công tác chuẩn bị kinh tế để đáp ứng nhu cầu thực hiện chiến tranh nhân dân rộng khắp nhằm đánh thắng mọi loại hình chiến tranh, vũ trang và phi vũ trang.
- Chuẩn bị kinh tế trong điều kiện đất nước đang trong thời kì quá độ lên chủ nghĩa xã hội từ điểm xuất phát thấp, nền kinh tế còn nghèo nàn, lạc hậu, đang trong quá trình công nghiệp hóa, hiện đại hóa. Do đó, tiềm lực kinh tế và tiềm lực kinh tế quân sự còn nhiều hạn chế; khả năng dự trữ sản phẩm quân sự thuần túy cho thời kì đầu của cuộc chiến tranh và dự trữ công suất máy móc, nguyên liệu, nhiên liệu cho mở rộng sản xuất quân sự khi chiến tranh xảy ra còn gặp nhiều khó khăn.
- Chuẩn bị kinh tế cho chiến tranh bảo vệ Tổ quốc được tiến hành trong điều kiện phát triển nền kinh tế hàng hóa nhiều thành phần, vận hành theo cơ chế thị trường, có sự quản lí của Nhà nước, theo định hướng xã hội chủ nghĩa.
- Chuẩn bị kinh tế cho chiến tranh trong điều kiện nền kinh tế mở nhưng không còn viện trợ quân sự; sau khi Liên Xô và các nước xã hội chủ nghĩa ở Đông Âu sụp đổ, mọi quan hệ kinh tế quốc tế đều thông qua quan hệ thị trường.
- Chuẩn bị kinh tế cho chiến tranh bảo vệ Tổ quốc diễn ra trong điều kiện chủ nghĩa đế quốc và các thế lực thù địch đang thực hiện chiến lược “diễn biến hòa bình” chống Việt Nam và các nước xã hội chủ nghĩa khác.
- Hiện nay và những năm trước mắt, chiến tranh lớn có thể chưa xảy ra, nhưng Việt Nam vẫn phải thường xuyên đối phó với chiến lược “diễn biến hòa bình” của chủ nghĩa đế quốc. Do đó, Chuẩn bị kinh tế cho chiến tranh ở Việt Nam vừa phải theo hướng cơ bản lâu dài, đáp ứng được nhu cầu kinh tế và kinh tế quân sự cho chiến tranh hiện đại quy mô lớn, đồng thời phải thường xuyên đáp ứng những yêu cầu cấp bách trước mắt chống lại chiến lược “diễn biến hòa bình” của chủ nghĩa đế quốc.

## Nội dung
Trọng tâm của chuẩn bị kinh tế cho chiến tranh là xây dựng và phát triển tiềm lực kinh tế quân sự của đất nước. Ngoài ra, còn bao gồm các nội dung về phòng thủ kinh tế, chuẩn bị đối phó với các tình huống chiến tranh kinh tế như bao vây, cấm vận... chuẩn bị bảo vệ các công trình kinh tế quan trọng, các thể chế nhà nước trong quản lí và điều hành nền kinh tế khi xảy ra chiến tranh.
Nội dung cơ bản của chuẩn bị kinh tế cho chiến tranh gồm: xây dựng cơ cấu tiềm lực kinh tế quân sự hợp lí; nâng cao tính cơ động và sức sống của nền kinh tế, bảo đảm duy trì khả năng hoạt động của nền kinh tế trong chiến tranh; mở rộng quan hệ hợp tác kinh tế quân sự.